# Barrage de Grand Eweng
Le barrage de Grand Eweng, ou centrale hydroélectrique de Grand Eweng, est un projet de barrage hydroélectrique sur le fleuve Sanaga, au Cameroun. Le projet Grand Eweng est en cours de développement, en collaboration avec la compagnie américaine Hydromine, pour le compte du gouvernement camerounais. L'entreprise projette la mise en service de l'ouvrage à l’horizon 2028. La capacité du barrage était initialement prévue à 1800 MW. Cependant, depuis 2020, Hydromine évoque une capacité de 1080 MW, dont 802 MW lors de la première phase de construction.

## Emplacement
La centrale hydroélectrique sera implantée sur le site de Grand Eweng, le long du fleuve Sanaga. Elle se situe à environ 8 kilomètres (5 miles) de Sackbayeme et à 100 kilomètres (60 miles) de Yaoundé et Douala, à mi-chemin entre les deux villes. L'ouvrage sera situé dans la région du Littoral oriental à proximité des villages de Log Pagal et Kahn, en bordure de la région du Centre occidental. La centrale électrique sera située à environ 25 km en amont de la centrale hydroélectrique existante de Song Loulou. Les coordonnées du site de Grand Eweng sont les suivantes : 4°04'22”N, 10°37'48”E.

## Aperçu
La centrale hydroélectrique de Grand Eweng est un projet en cours de développement au Cameroun, prévu sur le cours inférieur du fleuve Sanaga, en amont de la centrale hydroélectrique de Song Loulou. Ce projet inclut la construction d’un barrage associé à un réservoir et d’une installation hydroélectrique d’une capacité installée d’environ 1 000 MW lors de sa première phase. Sa réalisation est envisagée dans le cadre d’un modèle de financement par un producteur indépendant d’électricité.

## Chronologie
Le site hydroélectrique de Grand Eweng a été identifié en 1983 sur le cours inférieur du fleuve Sanaga par la Société Nationale d'Électricité du Cameroun (SONEL). À cette époque, SONEL était l'entreprise nationale responsable du développement et de l'exploitation des infrastructures d'approvisionnement en électricité au Cameroun. Cette prospection s'inscrivait dans le cadre de l'élaboration de l'Atlas du potentiel hydroélectrique du Cameroun.
En 2015, le gouvernement du Cameroun et Hydromine, une société américaine spécialisée dans les énergies durables, ont signé un accord de développement de projet (PDA) visant à réaliser la centrale hydroélectrique de Grand Eweng. Cet accord, depuis renouvelé, faisait suite à une lettre d'intention signée en 2009 et à un protocole d'accord conclu en 2012. Hydromine a financé des études de faisabilité approfondies, comprenant la conception technique initiale (FEED), l’évaluation des impacts environnementaux et sociaux (EIES), ainsi que des analyses financières, économiques et juridiques. Ces études ont confirmé la faisabilité et l’attractivité du projet pour le Cameroun, tout en validant sa viabilité sur le plan financier.
Au milieu de l'année 2019, le gouvernement du Cameroun, représenté par le ministère de l'Eau et de l'Énergie (MINEE), Hydromine et Eneo Cameroun (ENEO) ont conjointement signé une lettre d'intention. Elle définit la coopération entre les parties pour finaliser les termes d'un contrat d'achat d'électricité (PPA) avec ENEO pour la vente de l'énergie produite par la centrale électrique de Grand Eweng. La lettre d'intention établit également le cadre et les étapes du modèle de développement construction-propriété-exploitation-transfert (BOOT). Ce modèle prévoit le transfert de la propriété de la centrale hydroélectrique de Grand Eweng au gouvernement camerounais à l'issue de la période de concession,.
Fin 2019 et début 2020, des consultations publiques pour l’évaluation des impacts environnementaux et sociaux sur les populations dans les départements de la Sanaga-Maritime et du Nyong-et-Kéllé ont été initiées, avec la participation en personne du Ministre de l’Eau et de l’Energie et des Gouverneurs des Régions du Littoral et du Centre. Le Ministre de l’Eau et de l’Energie a déclaré lors de sa visite du 5 septembre 2019 à Pouma : « Le projet d’aménagement hydroélectrique de Grand Eweng sera réalisé. […] En Afrique centrale, c’est le plus important. Pour le Gouvernement, pour le bien-être des populations, le développement de cet ouvrage est un impératif majeur ».
La construction du barrage hydroélectrique de Grand Eweng, situé sur le fleuve Sanaga, pourrait débuter à la fin de l'année 2024. Cette annonce a été faite par Peter Briger, directeur général de la société américaine Hydromine, chargée de la mise en œuvre du projet. Selon les prévisions de l’entreprise, les travaux devraient s’achever d’ici 2028.